# Vytautas
Vytautas, även känd som Vytautas den store, född 1350, död 27 oktober 1430, var regerande storfurste av Litauen 1392-1430. 
Han regerade tillsammans med sin kusin Vladislav II av Polen, men var i praktiken den som ensam regerade Litauen, medan hans kusin höll sig till Polen.